# Rev. (série de televisão)
Rev. (br: O Reverendo) é uma série de televisão britânica produzida pela Big Talk Productions. Escrita por Tom Hollander e James Wood, o programa estreou na BBC Two em 28 de junho de 2010 e terminou em 28 de abril de 2014. A série gira em torno de um padre da Igreja Anglicana, interpretado por Hollander, que se torna o vigário de uma igreja no centro da cidade de Londres após deixar uma pequena paróquia rural de Suffolk.

## Elenco

### Principal
- Tom Hollander como Adam Smallbone
- Olivia Colman como Alexandra (Alex) Smallbone
- Steve Evets como Colin Lambert
- Miles Jupp como Nigel McCall
- Simon McBurney como Archdeacon Robert
- Ellen Thomas como Adoha Onyeka

### Recorrente
- Lucy Liemann como Ellie Pattman (1-3 temporada)
- Ben Willbond como Steve Warwick[3] (1-3 temporada)
- Jimmy Akingbola como Mick[3] (1-3 temporada)
- Sylvia Syms como Joan (2° temporada)
- Vicki Pepperdine como Geri Tennison (3° temporada)
- Joanna Scanlan como Jill Mallory (3° temporada)